# トニー谷
トニー 谷（トニー たに、1917年〈大正6年〉10月14日 - 1987年〈昭和62年〉7月16日）は、東京府東京市京橋区（現：東京都中央区）銀座出身の司会者、舞台芸人（ヴォードヴィリアン）。本名、大谷 正太郎（おおたに しょうたろう）。
リズムに乗りそろばんを楽器のようにかき鳴らす珍芸が売りで、妙な英単語を混ぜたしゃべりは「トニングリッシュ」（またはトニーグリッシュ）と称された。短めのオールバックにコールマン髭、吊りあがったフォックスめがねがトレードマーク。

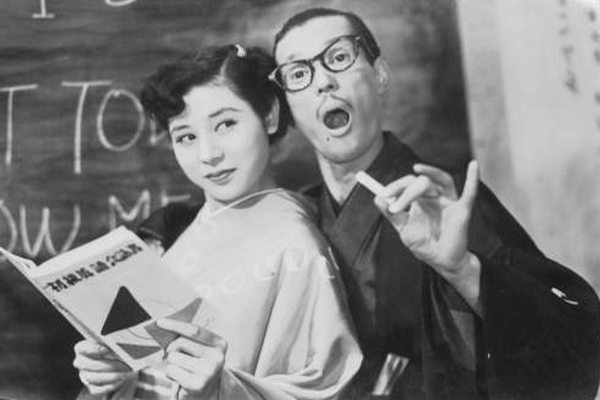
『都会の横顔』広瀬嘉子（左）と谷。（1953年）

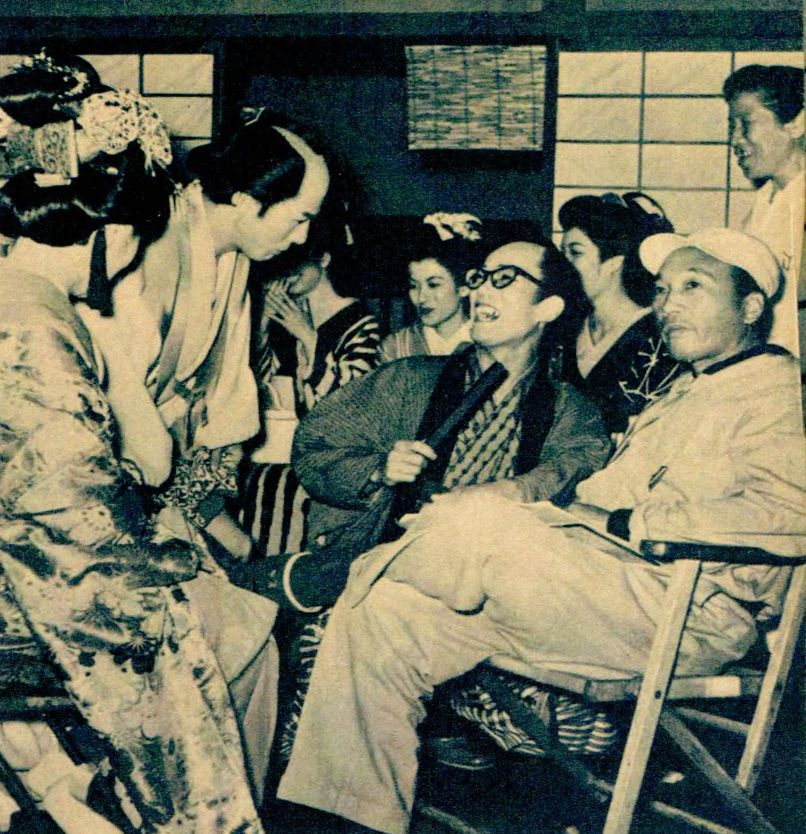
『恋すれど恋すれど物語』ロケ。手前右から監督斎藤寅次郎、谷、有島一郎、宮城まり子。（1956年）

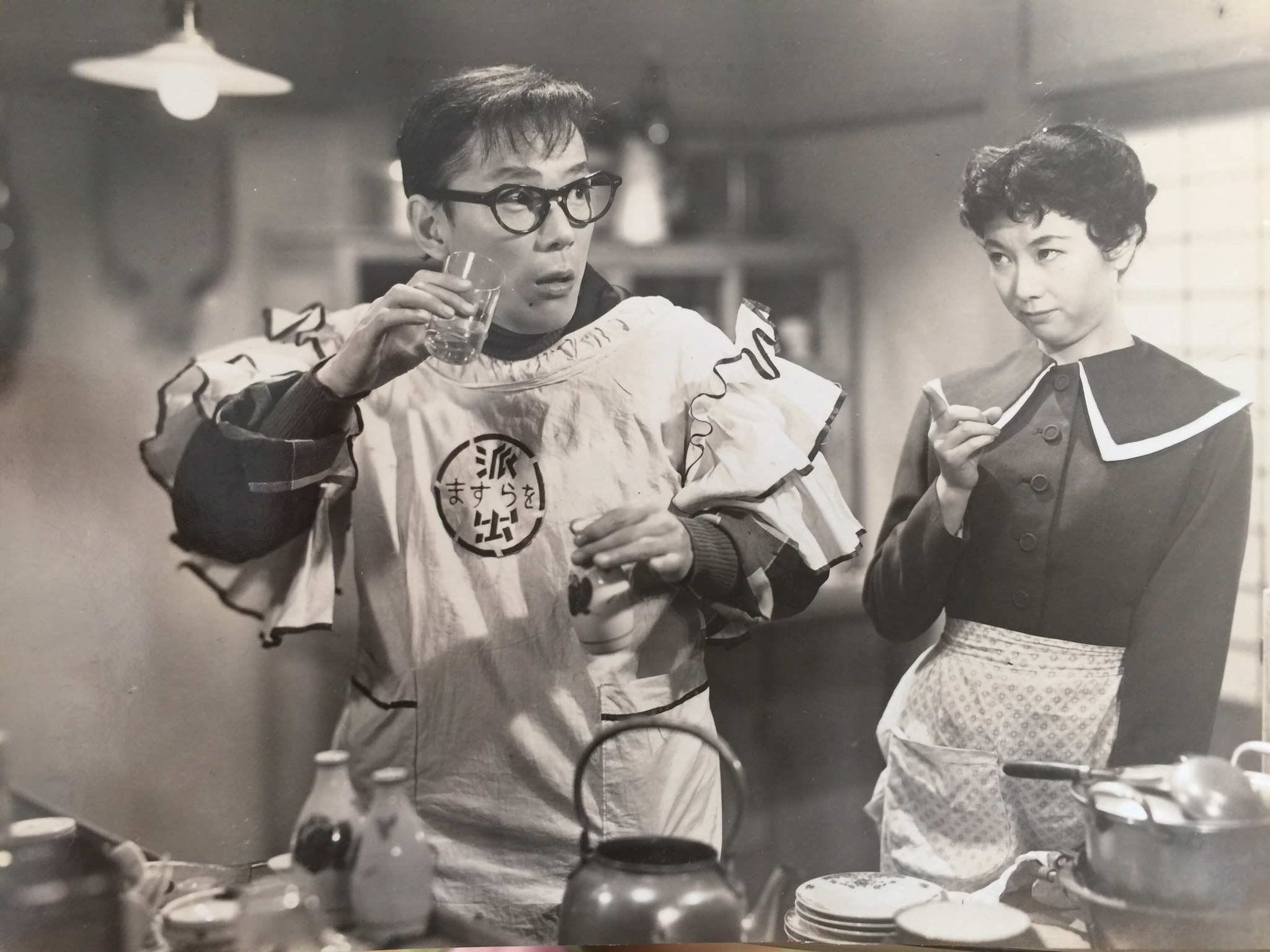
『ますらを派出夫会』谷と白鳩真弓

## 来歴・人物

### 隠された過去
以下の過去は本人が完全に隠し続けたものであり、死後数年経ってから明らかにされたものである。
芸能界時代は本名すら偽っており、「谷 正」という名を本名としていた（後年、東京都大田区新井宿の自宅表札では「多仁」と表記）。
東京市京橋区（現：東京都中央区）銀座に生まれ、日本橋区小伝馬町（現：中央区日本橋小伝馬町）に育つ。実の母は長唄の師匠。しかし妊娠中に実父は死亡し、血縁上の伯父を戸籍上の父として届け出た。戸籍上の父は電気器具商。愛情のない父に虐待されて育ち、ひどく苦しんだという。
子供のころは下町で有名なそろばん塾「大堀塾」でそろばんを学んでいた。小学校時代から成績優秀で、地元の名門である東京府立第三中学校に入学。英語と図画が得意だったものの、学問よりも家業を優先すべしとの父の命令で1933年に中退し、神田の電機学校に通わされた。1934年に実母が病死。ついに実の父母ともに失った。戸籍上の父は再婚・父と継母にとってトニーは他人であり、トニーへの虐待がますます深刻になった。
そのため、家を出て自立する。1935年、日本橋小舟町の薬屋に就職。1938年、召集令状が来て近衛歩兵第1連隊に入隊。1940年に除隊して第一ホテル東京に就職。ホテルの開業記念日には率先して演芸会の進行役を務め、時には自ら出演して人気者となった。1942年に最初の妻と結婚したが、1か月後に再度出征。その妻は1945年3月10日の東京大空襲で行方不明になっている。
終戦まで一兵卒として南京や上海を転戦したと伝えられているが、現地で除隊して上海やシンガポール・マニラ・香港でバンドマンやナイトクラブの経営者をしていたという言い伝えもあり、この時期の行動は詳らかにされていない。軍隊での階級は陸軍伍長だったと伝えられる。
捕虜収容所生活を経て1945年12月に復員。1946年11月、事務員としてアーニー・パイル劇場に就職。主に大道具の仕事をこなし、やがて伊藤道郎の元で演出助手として『ミカド』の上演にかかわる。2年後、日本に進駐軍のアメリカ赤十字クラブが開設され、ここに引き抜かれて進駐軍相手の慰問芸能団編成の斡旋に関わり、有名芸能人とのコネを作った。パン猪狩（ボードビリアンで日本の女子プロレス創設者。ショパン猪狩の兄）とは兄弟分の仲だったという。
1948年3月、赤十字クラブで知り合った女性と再婚。しかし勤務をさぼって内職の司会業に精を出している最中、スポットライトの過熱による失火事件が起きてしまい、その責任を問われて赤十字クラブを解雇される。同年6月、東宝渉外部に転職し、日劇ダンシングチームなど出演者の起用を行っていた。「トニー」という名はこの時外人出演者によってつけられたあだ名である（姓の「大谷」を略した。タニー→トニー）。
トニーは芸人になった際には、以上の過去を全て封印した。有名人になった後、少年時代の遊び友達から「正ちゃん!」と呼び掛けられても「人違いでしょう」と平然と答えた。軍隊時代の戦友から訪問を受けても門前払いを食わせて「いまに覚えてやがれ!」と怒鳴られた。継父と二人の妹から自宅に訪問を受けても「兼ねてから申し上げてある通り『過去のどなた』ともお付き合いはしておりません。たとえ近しい方とも。私が有名にならねば訪ねても来ないのに。重ねて申しあげます。一切お付き合いしません。楽屋への訪問・知り合いといいふらす件・全部お断りします。私の一家・一身上のことは、自分でやりますから」と拒絶した。また後述する誘拐事件の後には、たとえどんな親しいスタッフにも自らの電話番号を知らせなかったとされる。

### 一躍、人気芸人に
1949年、日米野球のため米プロ野球サンフランシスコ・シールズ軍が来日した。芝のスポーツセンターにおける歓迎会の司会は松井翠声が務めるはずだったが、スケジュールの都合により出られずトニーが司会の代役を務め、電撃的な芸人デビューを果たした。以後「さいざんす」「家庭の事情」「おこんばんは」「ネチョリンコンでハベレケレ」「レイディースエンジェントルメン、アンドおとっつぁんおっかさん」「バッカじゃなかろか」など独特の喋りで爆発的な人気を博す（なお「ざんす」調の始まりは、トニーが兵庫県宝塚市にある新藝座に出演したとき、毎日宝塚会館へダンスに通って、そこで知り合った兵庫県芦屋市の有閑マダムとの会話からヒントを得たという）。影響は凄まじく、日常会話で都合の悪いことを「家庭の事情」だと誤魔化すことは古くから多々あったが、トニーがこれを流行語にしたせいでうかつに「家庭の事情」と持ち出せなくなった、と言われたほどである。
世間がジャズブームの波に乗ると、ジャズコンサートの司会者として引っぱりだこになり、芸能界の寵児と呼ばれた。1951年には「帝劇ミュージカルズ」第1回公演『モルガンお雪』で榎本健一・古川ロッパや宝塚歌劇団在団中の越路吹雪と共演。東宝に芸人として専属となり、舞台は日劇ミュージックホール（初出演は1952年9月26日）、映画は東宝映画・宝塚映画中心に出演。三木のり平・森繁久彌・柳家金語楼らと共演が多い。出演映画は1953年には20本に上り、総数で100本を超える。当時のトニー谷は「アプレ（アプレゲール）芸人」として森繁久彌と並び称される存在であった。
トニー谷によって発掘された芸能人にE・H・エリック・岡田眞澄兄弟がいる。

### 徹底して嫌われた芸風

#### パブリックイメージ
アメリカ野球チームの歓迎会をきっかけに一躍有名になったトニーは意図的にアメリカ人を、それも日系アメリカ人を模倣した。カタコトのトニー谷流英語（トニングリッシュ）がそれである。第二次世界大戦において連合国軍に負け、その一国であるアメリカ軍やイギリス軍に占領された日本人にとって、それは憎悪の対象でしかなかった。実際にはトニーの無鉄砲なスタンダップコメディは確かに人気を得たが、当時の人にとっては尊敬に値しない単なる風俗現象としてとらえられた。支配層はトニーに強い妬みを持った。
芸人として軌道に乗っていた一方、共演者・客・視聴者・世間のすべてに対して馬鹿にした態度をとっていた。これ自体も敗戦後の大混乱社会を象徴した光景であり、典型的なアプレゲール芸人といえる。小林信彦の『日本の喜劇人』では、ある芸人がトニーを評した言葉として「天皇陛下の前に出られない芸人」と紹介している。これは人気のある芸人は共産党などと関わりがなければ、叙勲・園遊会・余興など天皇と顔を合わせる機会が何かとあるものだ、という認識に由来する。
後年、赤塚不二夫はマンガ『おそ松くん』にトニーをモデルとするキャラクターを登場させた。赤塚はその人物を「イヤミ」と名づけた。当時、赤塚は『アベック歌合戦』（新日本放送）で人気があったトニーに着目し、ざんす言葉で喋るキザなキャラクターにリンクさせたと伝えられている。
女性と舞台で共演すると、いやらしい視線を向けて実際に共演者の胸や陰部を触りいやらしい一言を浴びせるというセクハラ行為を必ず行った。仕事の多くはジャズコンサートの司会であるが、司会者であるトニー自身が客前の前説でコンサートの主役であるジャズシンガーをネタとして舞台でこき下ろしていた。江利チエミ・雪村いづみのコンサートでは「ほーんと、どこがいいざんしょね?　あんな下痢チエミとか雪村ねずみなんて!!」「なんザンしょね。あのヘンネシーワルツ（テネシーをもじり大阪弁で嫉妬ワルツ）のゲリ（下痢）チエミ（江利チエミ）に、アホのドナリヤ（青いカナリア）の雪村ネズミ（いづみ）なんてサ」など痛罵した。「メケ・メケ」の丸山明宏を「ペケペケのお丸さん」と揶揄したこともある。
しかしこの芸風がトニーには災いした。民放のテレビ放送がスタートするに連れて芸人はテレビに主戦場を移さなければならなかったが、全てのスポンサーがトニーを避けるようになった。その結果、舞台・映画での人気を放送全盛時代にそのまま生かすことが出来ず、後の長男誘拐事件へと繋がる。

#### 舞台裏
無礼な芸風の芸人については「舞台を下りれば礼儀正しい」というようなエピソードが語られることが多いが、トニーは舞台裏でも一貫して無礼だった。しかし、実際にトニーと面識のある人の証言によれば、「自身より格上か、同格の人間には傲慢な態度を取ってはいたが、格下の人間に対してはとても良くしてくれた」という話もある。吉本新喜劇で活躍したチャーリー浜も、若い頃に東京でトニーと飲んだ際に「インパクトの強い芸人になりなさい」と助言を受けたと述懐している。
人気絶頂期は傲慢そのものであり、柳家金語楼や古川ロッパなど先輩芸人への敬意が欠け、仲間からも反感を持たれていた。そろばんを使った芸も本来は坊屋三郎のアイデアで、坊屋は芸を盗まれたことに対し激怒していたという。伴淳三郎はトニーに映画出演の仕事を紹介したが撮影の朝、トニーが首筋に大きなキスマークを付けて来て現れたため、トニーを怒鳴り付けたという。
唯一の例外は榎本健一であり、榎本はトニーを「生意気だ」と言ってその場では怒りつつも、やがてトニーへの風当たりがあまりに強くなると「トニーを慰める会」を自ら率先して催した。このため榎本にだけは敬意を払っており、父のように慕い「親父」と呼んでいた。後の息子誘拐事件の際にも榎本だけはトニーをかばい、トニーの側でも榎本を信頼していた。榎本との関係については、1970年4月4日に放送された『勢揃い大爆笑 エノケンを偲ぶ』にて、さいざんすマンボを披露する前に語っている。
女性芸能人に対しては舞台裏でもセクハラを仕掛け、日劇の楽屋に乱入してはヌードダンサーたちに抱き付いて触りまくった。またNETテレビの公録でも、同じ番組に出る女性漫才師の楽屋に乱入しては「おい！おまんちょ見せろ！」と大声で怒鳴った。この時のトニーは酒など入っておらず、しらふだった。このことから女性芸能人たちはトニーを心底嫌い、共演を拒否した。これはトニーの活動の場が徐々に減ってしまい、人気が失速する一因ともなった。
放送局のエレベーターで女学生と乗り合わせたトニーは、その女学生が彼の顔を見てクスリと笑ったことに激怒し「なんで笑った、オレの顔がそんなにおかしいか、ここは舞台じゃねえぞ、笑いたけりゃゼニを払って笑え！オタフクめ！」と暴言を吐き、彼女を泣かせてしまった。このことが後で新聞の投書欄で明らかにされ、トニーは世間から指弾された。
小林信彦は「私の友人（コメディアン）は、トニー谷が客の頭を蹴とばすのを目撃している」と述べている。1954年6月、大阪の劇場に出ていたトニー谷は「芸が古い」と新聞で批判されたことに立腹し「もっと古いのがいるざんショ、アジャパーなんてのが」と舞台で叫んだところ、折悪しく向かい側の劇場に伴淳三郎が出ていたため、もめ事に発展したこともある。
また無名時代の花登筺は、OSミュージックホール（後のトップホットシアター）で幕間コントの構成演出を担当していた頃、当時人気の絶頂期にあったトニーの出演に際して徹夜で新しいギャグを考えて脚本を書き上げ持参したが、トニーはそれを読みもせずに「客は君の脚本でくるのじゃない。トニー谷の名前で来るのだ。脚本なんていらないよ」と花登の目の前で脚本を破り捨てた。花登は後年、この時のことを「劇場側の誰かがそばにいたら、私は恐らくそろばんで、トニー谷さんを殴っていたに違いない。私はその紙くず箱の破られた原稿の紙片を拾い集めながら「こん畜生め」と、心で罵っていた」と怨念を込めて回想している。
さらに内藤陳は、日劇ミュージックホール出演中のトニーの楽屋に遊びに行った所、理由も告げずに突然「この野郎！」と引っ叩かれたことがあった。その原因は椅子に腰掛けた化粧前のトニーの横に内藤が立った時、その位置が期せずしてトニーのハゲ頭を真上から覗き込む形になったからであった。トニーがハゲ頭をカツラで隠していることは芸能界では公然の秘密だった。
トニーと同じ店でコメディアンとしてデビューしたミッキー安川は、英語を使う芸人が珍しかったためにトニーから「お前、この野郎！ちょっと英語を喋れるからって！」と敵視され、いじめを受けたという。このときミッキーが「ちょっとじゃねえよ、俺はアメリカまで行って来てんだよ！」と言い返すと、東宝に用心棒として雇われている暴力団からの脅しを受け、暴力団とミッキーの間で喧嘩に発展した。
トニーは大阪ミナミのヌード劇場「南街ミュージックホール（後の南街会館）」に出演した折、普通ショー（ヌードショーと違い、裸体を見せないダンス）専門の踊り子の大津翠ら4人が楽屋風呂に入っている所へカメラを持って乱入し、彼女達の裸体を勝手に撮影したことがある。この時に、舞台監督の竹本浩三に啖呵を切られるとトニーは土下座をして謝ったが、撮影したフィルムについては「もう写真屋に出した」と言って引渡しを拒否。竹本から「フィルムをよこさないのなら、トニー先生がカツラだと世間に公表しますよ？」と脅されると、渋々ながらフィルムの引渡しに応じたという。その事件の後、トニーの化粧前の引き出しから命の次に大切なかつらが行方不明になったため、トニーは竹本の仕業と信じて怒り狂ったが、実際は竹本の仕業ではなくトニーにいびられたコメディアンかダンサーの意趣返しだったという。
昭和30年代、東京新橋で自ら経営していたバーに客としてトニーを度々迎えていた団鬼六は「私は正直言って、トニー谷の人柄も芸風もあまり好きではなかった。店には伴淳三郎とか殿山泰司とか、芸能人がよく来店していたけれど、みんな仲間と来ていた。なのにトニー谷はいつも一人で、ほかの芸能人がいたら帰ってしまう。店の客にもよく喧嘩をふっかけていたし、傲慢で孤立した感じで、なんだか異様だった。自分の生い立ちや過去の話は一切したがらなかった。そういう質問をすると、すぐに怒り出した。コンプレックスも強い人だったのではないか」と語っている。
1977年ごろ新人コメディアンとして日劇ミュージックホールに出演していた石倉三郎は、トニー谷から「オレの舞台、汚すんじゃねーぞ！」と楽屋でよく凄まれたと述べている。
一方、トニーの妻は「家では良き夫であり父でした。でも、とにかく気が強い人だったので、仕事では反感を買った面があったかもしれません」と述懐した。

### 長男誘拐事件後、人気が急落
1955年7月15日、トニー谷の長男（6歳）が誘拐され、身代金200万円を要求される事件が発生（トニー谷長男誘拐事件）。人気絶頂期にあった芸人の子息が営利目的で誘拐されたとして大々的にマスコミで報道され、世間は大騒ぎになった。
犯人は7月21日に逮捕され、長男は無事救出されたが、犯人は犯行の動機で「トニー谷の、人を小馬鹿にした芸風に腹が立った」と語った。
被害者であったにもかかわらず、マスメディアによって出自・前歴など秘密にしていた部分の多くを徹底して暴かれ、この事件を境に人気は急に凋落した（もっとも、小林信彦は「トニー谷の毒舌人気にとどめを刺したのは愛児誘拐事件〈1955年7月〉といわれるが、実は、その前から、人気は下り坂になっていた」と証言している）。
その頃、ラジオ・映画中心の時代からテレビの時代への過渡期でもあったため、仕事は激減して東宝との専属契約も打ち切られた。1955年より1960年代前半まで人気が低迷してしまう。

### テレビ業界へ復活
その後、新日本放送のラジオ番組だった『ニッケ アベック歌合戦』を、1962年によみうりテレビがテレビ化して日本テレビ系全国ネットで放映開始した。この番組により、第一線へのカムバックを果たした。
出場者がリズムに乗って舞台に上がり、司会のトニーが「♪あなたのお名前なんてえの」と出場者に聞き、そのリズムに乗って出場者が答える、というのを定番としていた。トニーはそろばんでなく、拍子木を両手に持ってリズムを刻んでいた。
『ニッケ アベック歌合戦』（よみうりテレビ）は、初代・林家三平の『踊って歌って大合戦』（日本テレビ）、鈴木やすし（現：ヤスシ）と木の実ナナの『味の素ホイホイ・ミュージック・スクール』（日本テレビ）、『コント55号の裏番組をぶっとばせ!』（日本テレビ）、牧伸二の『勝ち抜きしりとり歌合戦』（日本テレビ）などと並ぶ人気番組となり、一種の社会現象となった。これらはいずれも視聴者参加番組であり、かつ全てが日本テレビ系ネットだった。その一方、全てがPTAにより「低俗番組」と指弾された。
後にこの番組は『スターと飛び出せ歌合戦』（よみうりテレビ）となった。また、この番組を大阪の放送局が制作したこともあったためか、この時期に度々道頓堀角座の舞台に漫談家として登場していた。この頃『11PM』大阪版に主演の折、まだ直木賞を取れずにいた藤本義一に対して「この直木賞くずれ!」と暴言を吐いたこともある。
また、1968年には藤田まこと主演の時代劇コメディ『てなもんや三度笠』（朝日放送）に出演。山本リンダ扮する見世物師の娘・成田屋おこまの商売敵にあたる興行師「四ツ目屋東十郎」を演じた。第301話「長島の難船」では、トニー自ら発掘したE・H・エリック（アメリカの興行師、ウィリアム・クラウン(WC)役）と共演を果たしている。

### ハワイへ
その後ハワイで休養した後、1971年10月7日からよみうりテレビ製作の日本テレビ系で『トニーの外人歌合戦』で司会を始めたものの視聴率が伸びず、わずか3か月で降板。「マンネリ化した自分に嫌気がさした。ボードビルを考え直したい」と言い残して離日し、ハワイに土地を購入。この後5年間をハワイで過ごした。ハワイで暮らすようになってからは「愛国者」に豹変し、建国記念の日にはホノルルの日本国総領事館に真っ先に駆けつけ、直立不動で『君が代』を歌ったと伝えられる。
食生活に関しても、日本からハワイに戻るときは信州味噌や海苔・野沢菜・たらこなどの純日本食品を大量に抱えて帰ったため、ホノルルの税関で有名になったという。帰国時には度々大村崑邸に立ち寄って昔話に花を咲かせたという。大村はトニーのことを「長男の出産時には最後まで付き合ってくれた人。息子の名前も考えてくれました。トニーの尊敬するディック・ミネが親しくしていたのが私の師匠大久保怜なので、私のことは大切にしてくれました」と証言している。

### 帰国
帰国後、再び東京に居を構えた。日本から離れたことですっかり「過去の人」となり、容姿も変わっていた。細身の体はふっくらし、白髪を隠さないようになった。時折オールバックでないことがあり、眼鏡も異なる。この時点で生活の心配がなくなっていたトニーは、晩年「懐かしの芸人」として限られた数の仕事をこなしていた。離日していた5年間は、本人の言う「ボードビルを考え直す」ものではなかったことになる。
1977年、日劇ミュージックホールで舞台に復帰、さらにはNHKの『お笑いオンステージ』（「てんぷく笑劇場」コーナー）に出演。
1980年から始まる長いお笑いブーム（漫才ブーム）は若者がそのターゲットであり、60歳を過ぎたトニーには殆どお呼びが掛からなかった。そしてビッグバンドを従えての旧来のギャグを振りまく芸風が、当時では全く時代遅れとなっていた。晩年のトニーは、他人に毒を振りまかなくなったが、それも時代に逆行していた。
7代目立川談志によると、談志は『笑点』の司会者時代、この番組へのゲスト出演をトニーに依頼すると「何で、俺がお前と一緒に出なきゃならねえんだい？」と拒否された。元々談志はトニーを激しく嫌っていたため断られてむしろせいせいしたが、売り言葉に買い言葉で「ならいいよ。二度と頼まねーや！」と啖呵を切った。数年後、談志が再会した時にはトニーはすでに落ちぶれており、談志が行きつけの銀座の酒場に誘うとトニーは土下座をして「談志ちゃんだけだ、本当の俺が判ってくれるのは…」と涙を流したので、談志は「何だい、こ奴はァ、一体全体」と唖然としたという。
その後も舞台を中心にテレビにも出演するという形での活動を続けた。1981年2月15日、ホームグラウンドだった日劇が閉館。「サヨナラ公演」に出演し、最後の幕が下りるとき、舞台の床にキスをした。
1982年1月30日、日本テレビ『今夜は最高!』に出演。「進駐軍相手のショウでやっていた」という、後の1953年にチャンバラ・マンボとしてレコード化された冒頭台詞を一部改変したものを発し、タモリと意気投合した。ちなみにトニーの再評価をうながした小林信彦の『日本の喜劇人』では、初期のタモリは「トニー谷の系譜を継ぐ芸人」と位置づけられており、お笑い界の新旧交代劇とでもいうべき対面だった。また同年、開局して間もないテレビ大阪の『ご同業対抗歌合戦』の司会を番組開始から最終回までオール阪神・巨人と共に勤め上げた。
1983年頃、銀座セゾン劇場の『一人芝居・小松政夫・笑！』の舞台初日終了後に小松政夫はトニー谷の訪問を受け、榎本健一が生前のチャップリンから貰ったとされるステッキを贈られたという。トニー谷はまた「コマツくん、コメディアンは職業じゃないんだ、生き方ですよ」と語り「だから同情なんてまっぴらゴメンだ。俺は世間の同情を受けた代わりに、人気を失った」「わかるかい？　俺は死ぬまでコメディアンでいたかったんだよ」と嘆いていたとも伝えられる。

### 晩年
その数年後、新橋駅で偶然に出くわした永六輔に声を掛けたが、長年つけていたカツラがなかったために永は分からなかったという。永は再度の「復活」に手を貸し、1986年6月25日には渋谷ジァンジァンにて「六輔七転八倒九百円十時」に出演。さらにはみのもんた司会のテレビ東京『爆笑おもしろ寄席』（『生放送!おもしろ寄席』の前身）にも出演。浅草演芸ホールの高座でそろばん芸を演じ、生中継された。東宝名人会以外の東京の寄席への数少ない出演でもあり、これが自身最後のテレビ出演であった。
最後の舞台となったのは同年12月26日に渋谷ジァンジァンにて開催された「トニー谷ショー」ともいわれるが、永六輔は「ラストショーは北陸の金沢だった」と述べている。トニーの最後の言葉は「芸人は職業じゃない。生き方です。生き方なんだから、引退なんてとんでもない。私は死ぬまで芸人です」だったと永六輔は伝えている。
1987年7月16日午前0時14分、都内の病院にて肝臓癌のため死去。享年69。長男の誘拐事件以来マスコミ嫌いを貫き通し、特に「新聞記者の取材お断り」の姿勢は終生変わらなかった。おりしも世間では翌17日に石原裕次郎が逝去して大騒ぎになっている最中で、病名も裕次郎と同じ肝臓癌だった。「マスコミのさらしものにはなりたくない」というトニーの遺言は杞憂に終わり、トニーに関するマスコミの報道は小さかった。
遺品のそろばんは永六輔が引きとり、生前の永からトモエ算盤株式会社に寄贈されて四谷のトモエ算盤社内にある「そろばん博物館」に保存・展示されている。トレードマークの眼鏡は同じく親交のあった大村崑が譲り受け、福井県鯖江市の「めがねミュージアム」に寄贈・展示されている。

## 追補
トニーを何回か自分の番組に起用した山下武は、『大正テレビ寄席の芸人たち』でトニーには蓄財の癖と時間をきちんと守るという長所があったと指摘している。前者は、ハワイ移住などハッピーリタイアメントを可能にした最大の要因である。トニーの唯一の趣味は「預金通帳を読書すること」であり「ゼニってものは、てめえの覚えた技術なり芸なりで、汗をたらして稼いだものに価値がある」を持論としギャンブルには手を出さなかった。
酒に関しても1966年、泥酔して世田谷区上野毛の自宅にたどり着けなくなり、警視庁大森警察署のトラ箱で一晩を過ごして以来、禁酒して二度と飲まなかった。
長男を誘拐した犯人は営利目的での誘拐だったため、人質の長男を丁重に扱った。後日トニーは息子を丁重に扱ってくれたお礼として、犯人の家族に対し現金や衣類などを送った。この話は、トニーの生前には一切明かされなかった。
冒頭に述べたように、トニーのキャラクターそのものが戦後日本の批評である。大宅壮一は「植民地ニッポンの縮図」と評し、トニー自身は（戦後）日本を指して「パチンコ・カントリー」と言っている。小林信彦がこの見解に深く同意している。
井上ひさしは週刊文春に連載したエッセイで、1950年3月に日劇小劇場に入場した時のことを書いている。そこで見た日劇ダンシングチームのメリー松原と共に印象に残った存在として「トニー戸村という芸名のコメディアン」を挙げ「彼はそれから間もなく、トニー谷という新しい芸名で全国に名を知られるようになります」と述べている。
また、日本人相手の劇場の初舞台（1948年頃、浅草六区の大都劇場における「劇団美貌」の旗揚げ公演の司会）からトニー谷を観ていた色川武大は「無責任が躍動していた感じは後年の植木等と違って地の迫力があった」と評している。また、色川は「数年前、浅草の楽屋で遇会（ママ）した。女とみれば手をつけ、人を喰いまくった往年の面影がなくて、彼は私の手をとり、直接には一面識もないのに、おなつかしいといい、鼻をすすって泣く風情を見せたりした。もっともそれがトニー式の人の喰い方だったかもしれない」とも回想している。
トニーは自分の芸風に対し「トニーといえばザンス。ザンスといえばメガネ。そこから一にも早く出たい」と言っていたがその直後に起きたのが誘拐事件であった。

## レコード
歌手としても成功しており、コミックソングを多くヒットさせた。「さいざんす・マンボ」は宮城まり子とのデュエット。1953年にはクリスマスソングの「サンタクロース・アイ・アム・橇（ソーリ）」を発売し、同年だけで3万5000枚を売り上げた。
小林信彦の『日本の喜劇人』にてトニーの楽曲の魅力を知った大瀧詠一は、トニーの死から4か月後の1987年11月21日、代表曲（「さいざんす・マンボ」「チャンバラ・マンボ」「サンタクロース・アイ・アム・橇（ソーリ）」「あなたのおなまえ何ァんてェの」など）を集めたアルバム（LP・CD）『ジス・イズ・ミスター・トニー谷』をプロデュースした。
このアルバムは話題になり、プロモーションビデオの出来の良さも相まって、バブル時代に一躍「トニー谷ブーム」が生まれた。発売元のビクター音楽産業では当初の売上目標を3000枚としていたが、1988年1月までに1万2000枚を売り上げ、その後も売上を伸ばしている。購買層の中心は10代〜20代の（1987年当時の）若者であった。後にリマスター盤として再発もされている。

## 係累
次男の大谷克己は「谷かつみ」の芸名によりギタリストとして活動。渡辺プロダクション時代はアウト・キャストで、後にジャニーズ事務所へ移ってからはハイソサエティーで音楽活動をおこなった。

## 映画出演
- 日本映画データベース（トニー谷）に参照（外部リンク「トニー・谷 - 日本映画データベース」も参照）。
- 運命（1951年）[48]
- 恋の捕縄（1952年）[49]
- 都会の横顔（1953年）[50]
- アジャパー天国（1953年）[51]
- アチャコ青春手帖　第四話　めでたく結婚の巻（1953年）[52]
- 家庭の事情 馬ッ鹿じゃなかろかの巻（1954年） - トニー・シリーズ“家庭の事情”第一作[53]。
- 続家庭の事情 さいざんすの巻（1954年）[54]
- 家庭の事情 おこんばんわの巻（1954年）
- 家庭の事情 ネチョリンコンの巻（1954年）[53]
- さいざんす二刀流（1954年）[55]
- 坊っちゃん（1958年）

## オマージュ作品
ピアニスト・作詞・作曲・編曲家のクレイジー銀は、タニー戸仁という別名義で「レッツさいざんすアゲイン(マンボNo.拾貮)」「さいざんすツヰスト」の2曲をオマージュ作品として制作し、自演のDVDとして2024年8月7日にリリースした。
両曲ともに、トニーの算盤奏法を完璧にコピーして披露している他、表題曲の「レッツさいざんすアゲイン(マンボNo.拾貮)」は「さいざんす・マンボ」に酷似した曲調で、間奏部分は大瀧詠一制作のノベルティーソング群のオマージュとなっている。
更に、カップリング曲の「さいざんすツヰスト」では前述の赤塚不二夫作品『おそ松くん』でトニーがモデルとされたキャラクター「イヤミ」の口癖である「ミーはおフランス帰りざんす」と、「イヤミ」の決まりポーズである「シェー」をも採り入れており、完全にトニーの影響をなぞる形の構成とされている。
これは、大瀧が前述のCDプロデュースに先駆け、1987年8月26日にNHK・FMにてトニーの追悼番組がオンエアされた際のDJを務め、『もしトニー人気が1960年代初頭に訪れていたら、「さいざんすツイスト」や「レッツさいざんすアゲイン」等の作品が世に出ていただろう』という旨の発言をしているのを具現化したもので、2023年が「さいざんす・マンボ」発売70周年・大瀧詠一没後10年の節目の年であった事から企画されたものである。